# Gouvernement Dzjetysoej
Het gouvernement Dzjetysoej (Russisch: Джетысуйская губерния, Dzjetysoejskaja goebernija naar de Kazachse naam van het Zevenstromenland) was een gouvernement (goebernija) van de Russische Socialistische Federatieve Sovjetrepubliek.  Het gouvernement bestond van 1924 tot 1928. Het gouvernement ontstond uit de oblast Semiretsje. Het gebied van het gouvernement ging op in de oblasten Oost-Kazachstan en Alma-Ata. De hoofdstad van het gouvernement was Alma-Ata.